# Herbita pacondiaria
Herbita pacondiaria là một loài bướm đêm trong họ Geometridae.